# 敦煌壁画

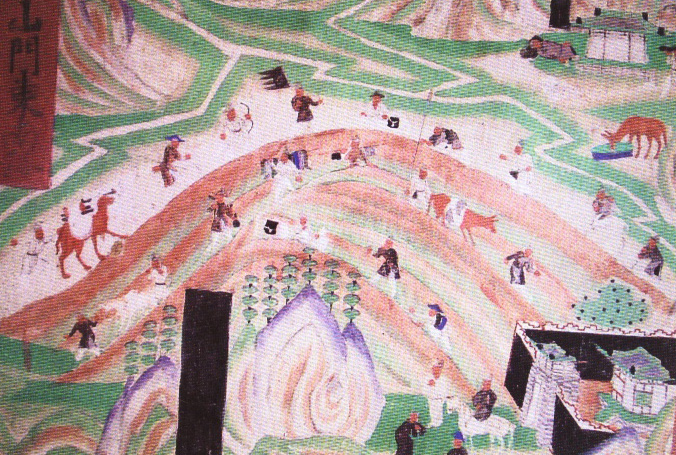
壁画：丝绸之路上的商队

敦煌壁画是指位在中国甘肃省敦煌市左近的敦煌石窟中的壁畫，是該石窟群艺术形式中最重要的组成部分。敦煌石窟包括敦煌莫高窟、西千佛洞、安西榆林窟共有石窟552个，有历代壁画五万多平方米，是中国也是世界上壁画最多的石窟群。按照壁画所描绘的内容可分为佛像画、经变画、故事画、供养人画像等。

## 種類

### 纸本、絹本彩繪和白描
纸本和絹本彩繪，佛、菩薩像，出自是時的絹本麻布和纸本繪件。其中供養像，具有鮮卑族的特色。

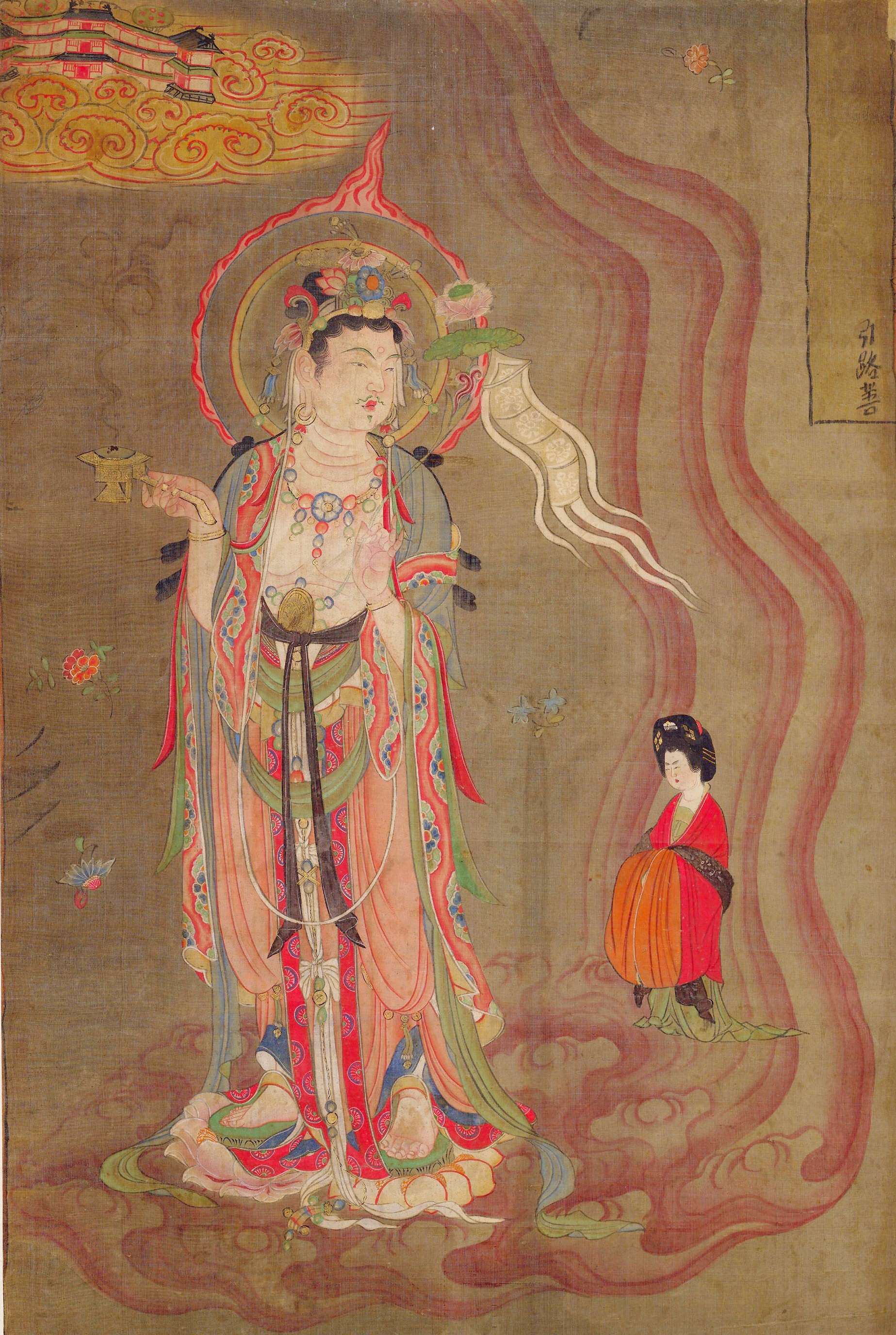
《引路菩萨图》
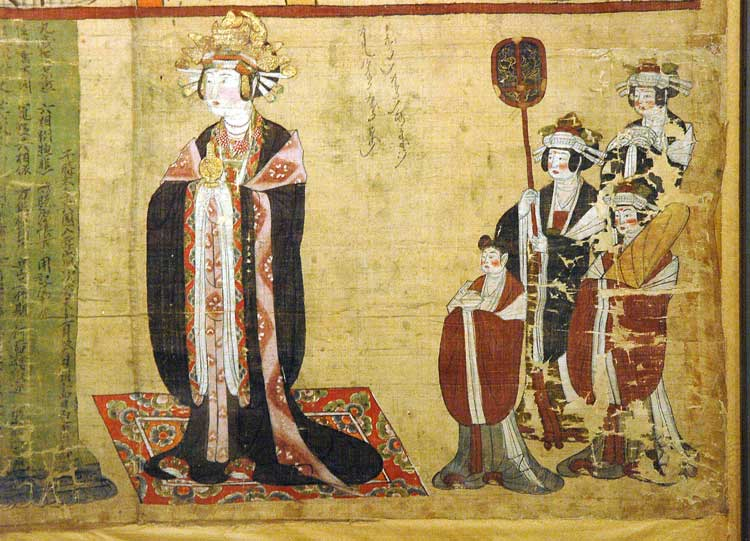
《地藏十王图》中的供养人
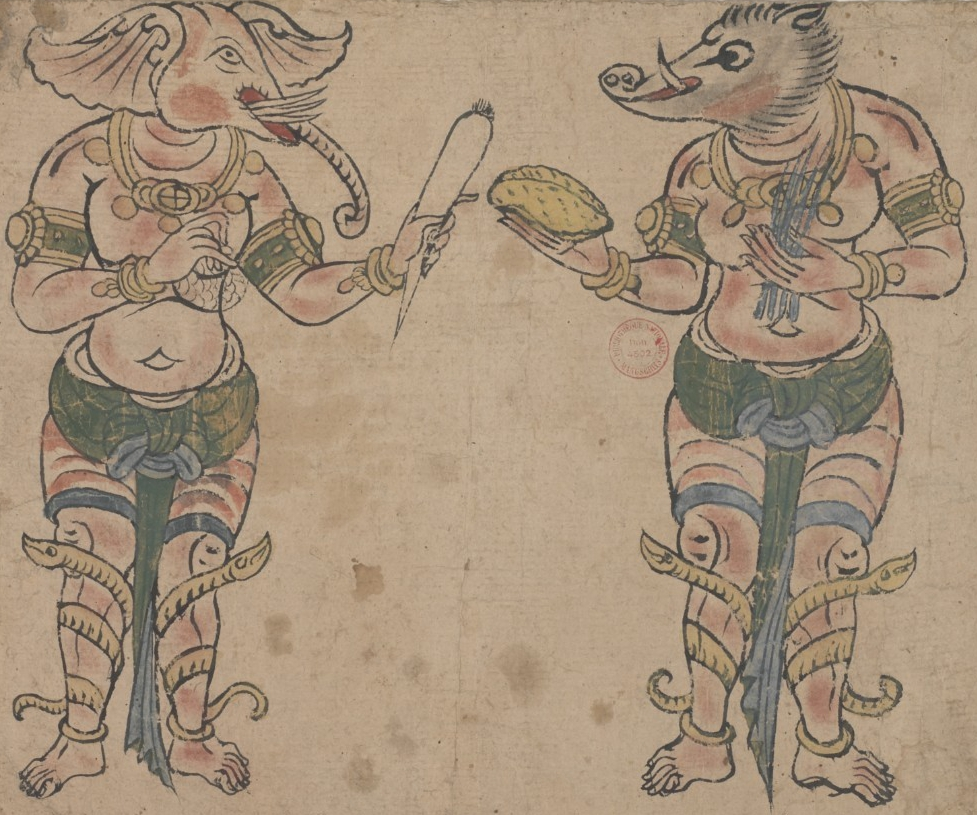
描绘印度教神祇象头神和筏罗诃的纸本彩绘
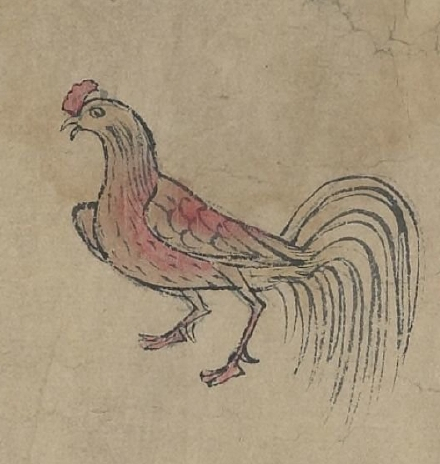
《白泽精怪图》中的老鸡
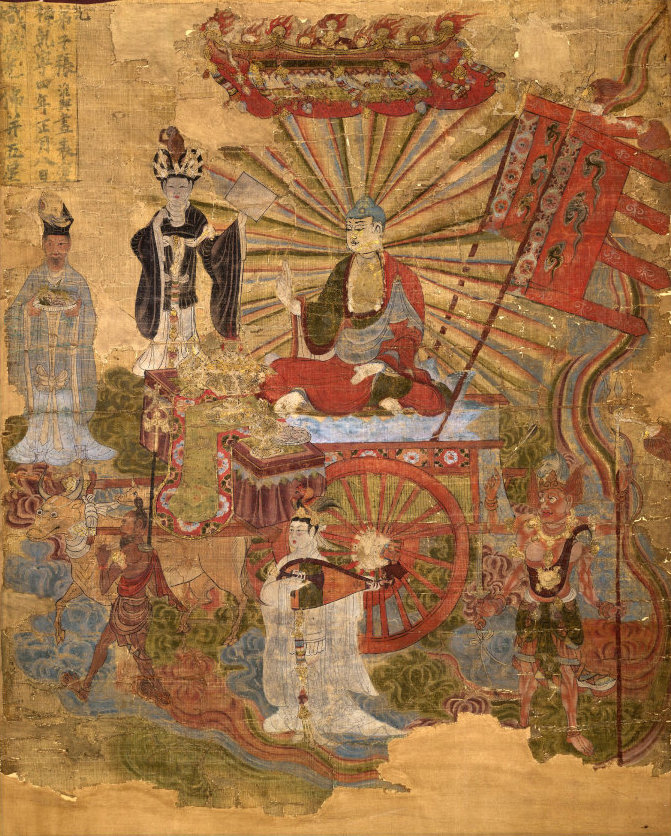
炽盛光佛并五星图
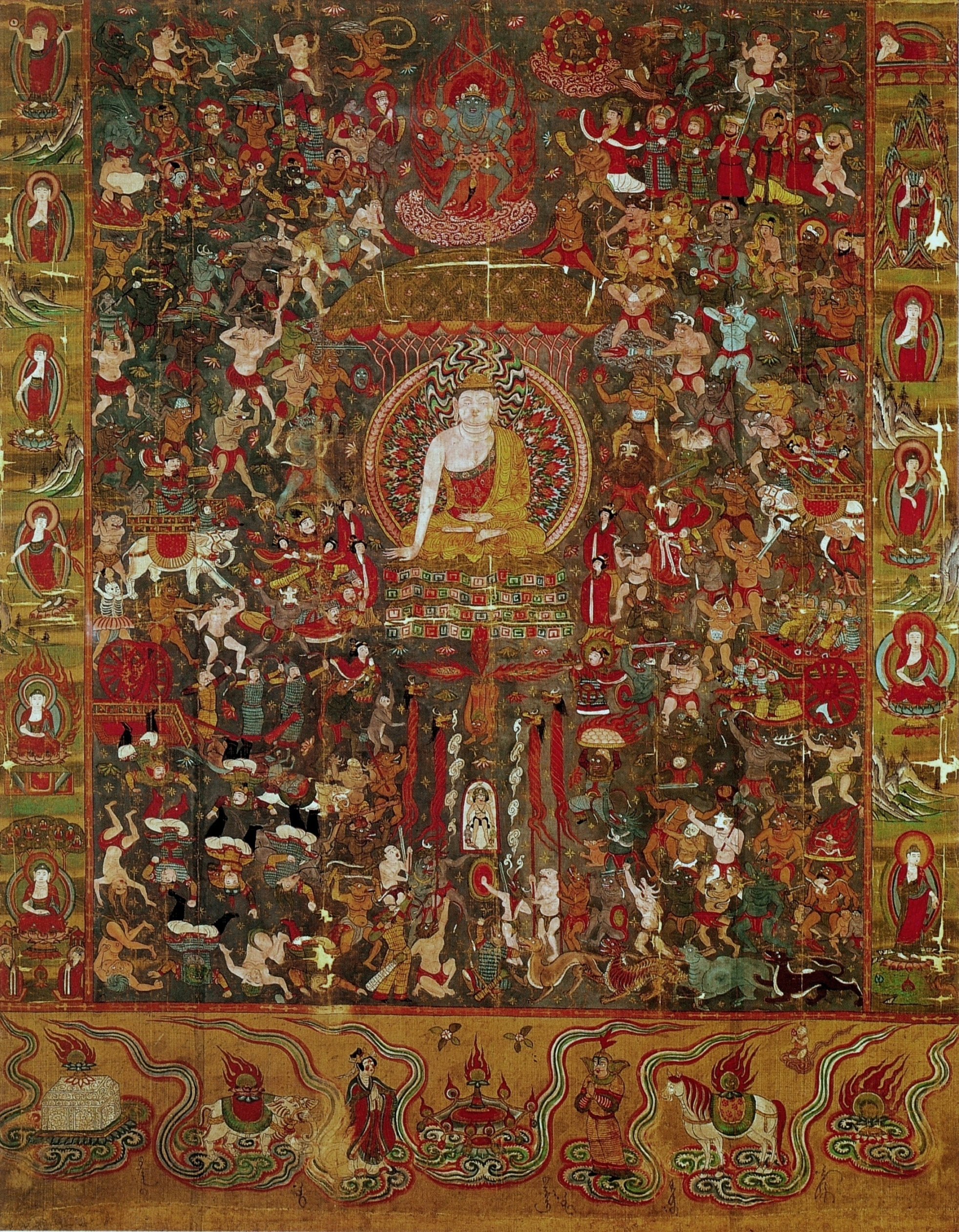
降魔图
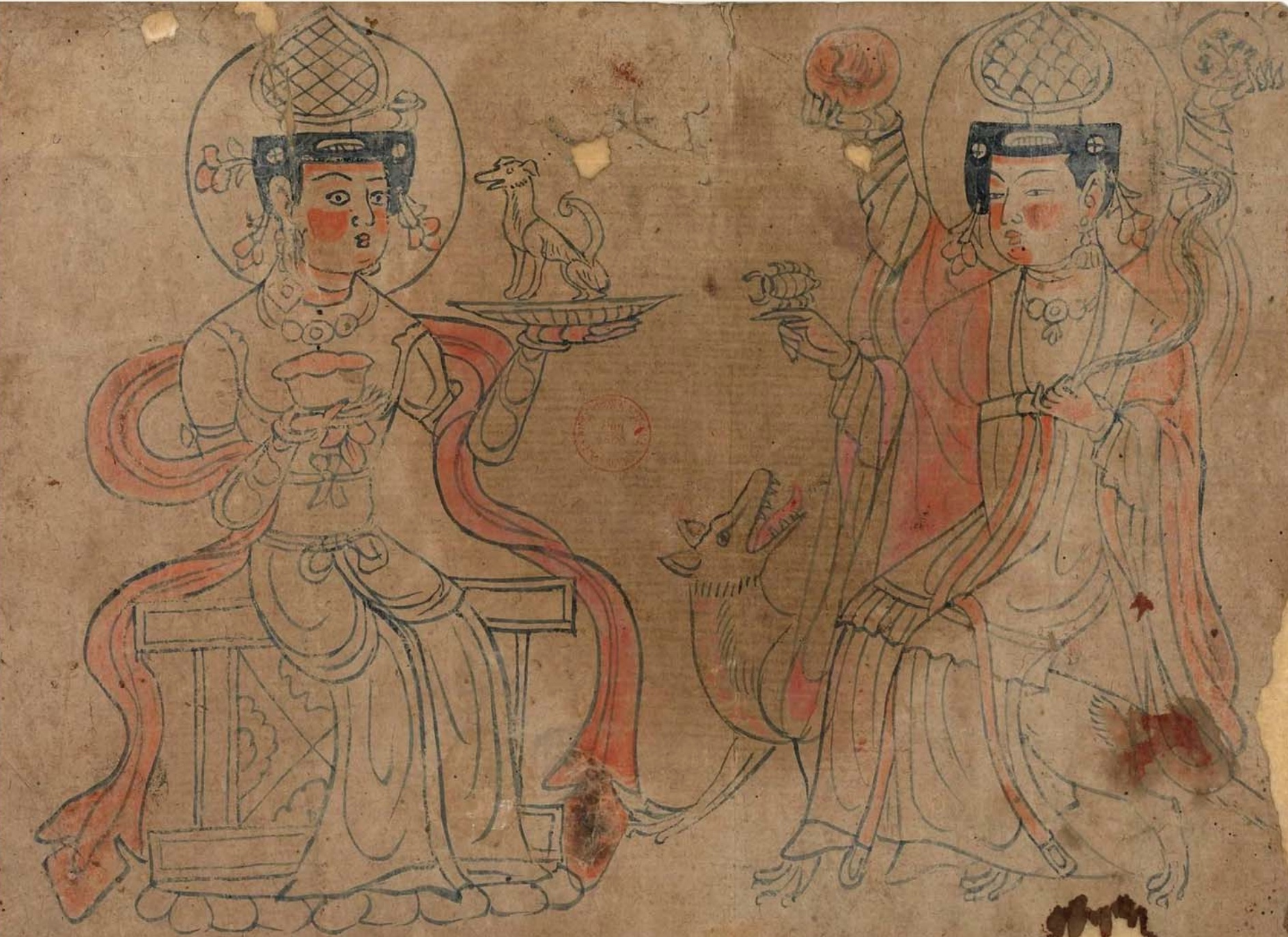
粟特神祇白画

### 佛像畫
佛像畫這種宗教藝術作品是壁畫的主要部分，當中包括各種佛像及菩薩，如三世佛、釋迦牟尼佛、多寶佛、千佛、文殊、普賢、觀音、勢至，還有天龍八部等等。這些都根據說法圖而描繪的。莫高窟壁畫中的說法圖就已經有933幅，佛像12208身。

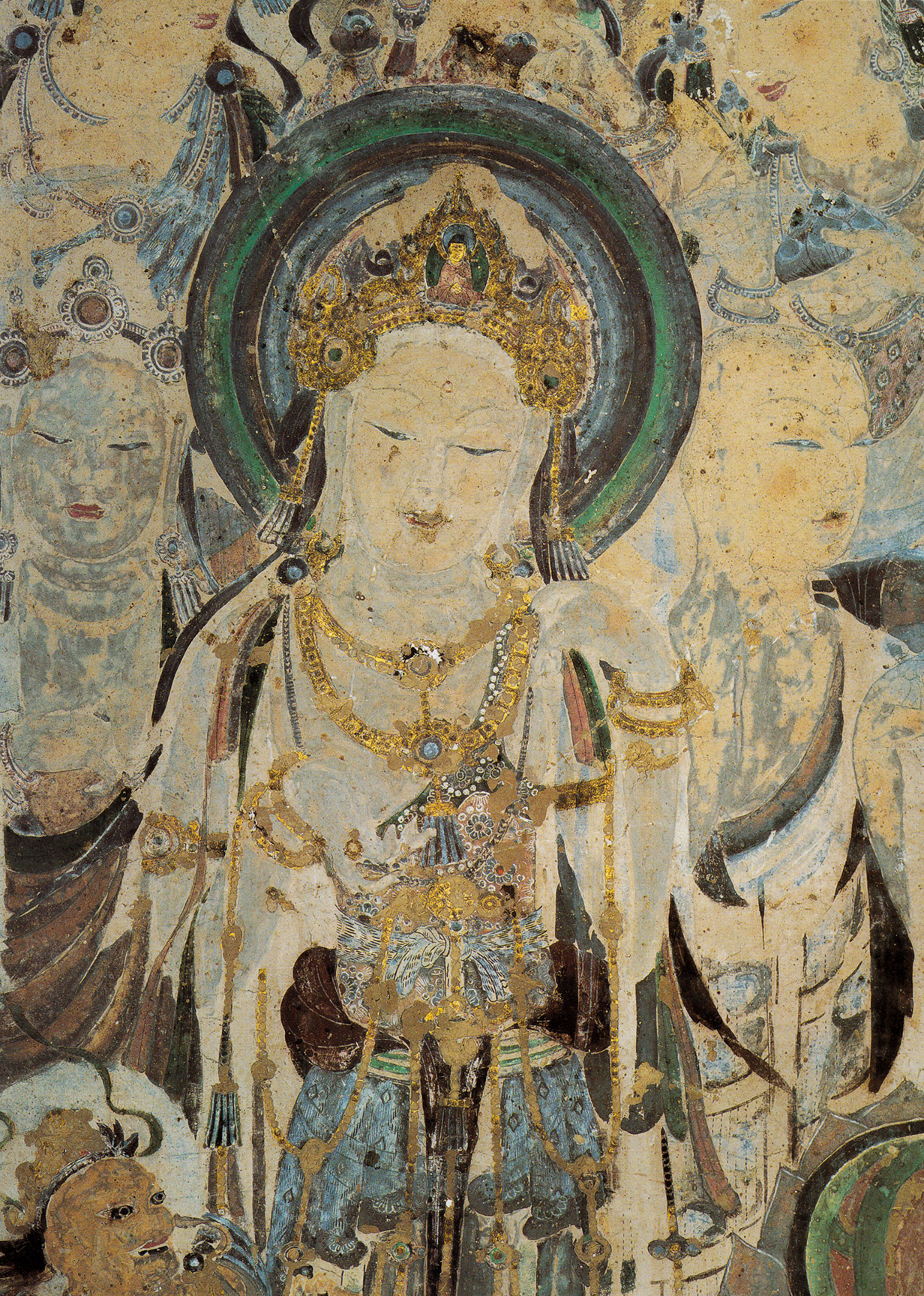
“美人菩萨”，莫高窟第57窟
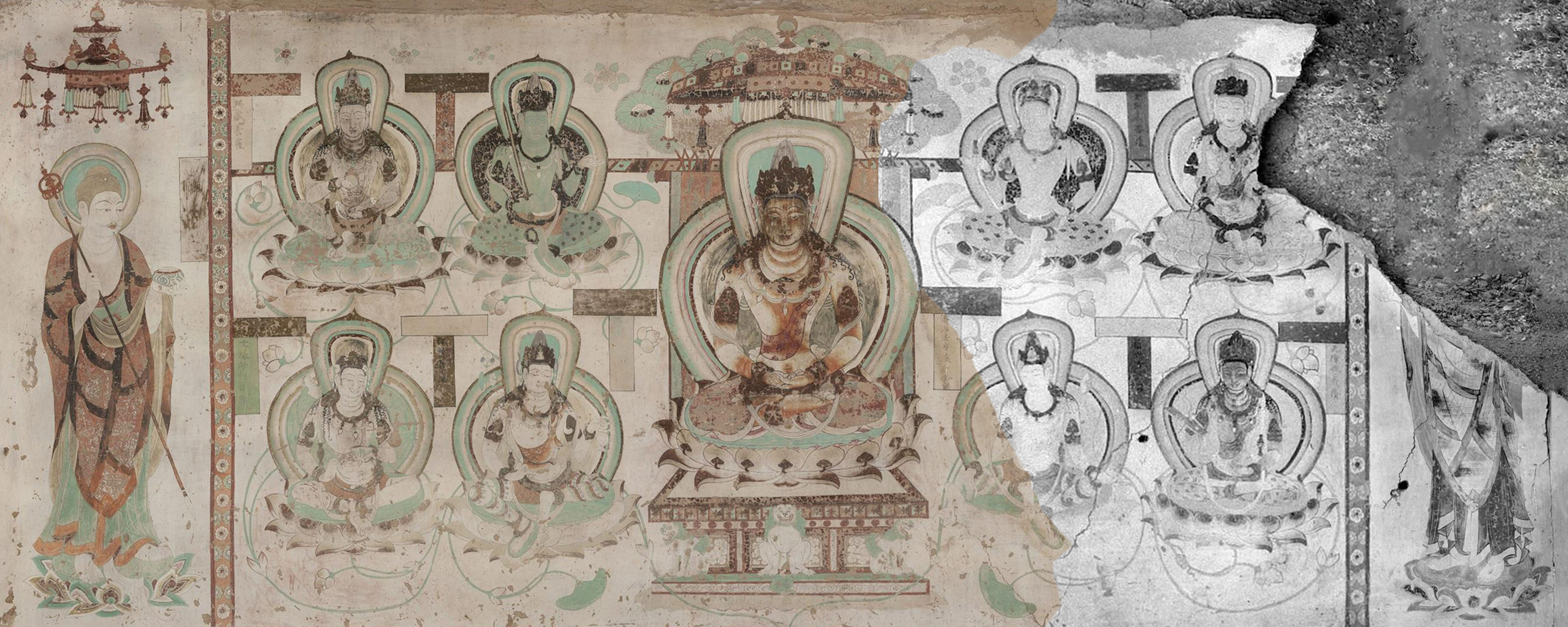
八大菩萨曼荼罗，榆林窟第25窟
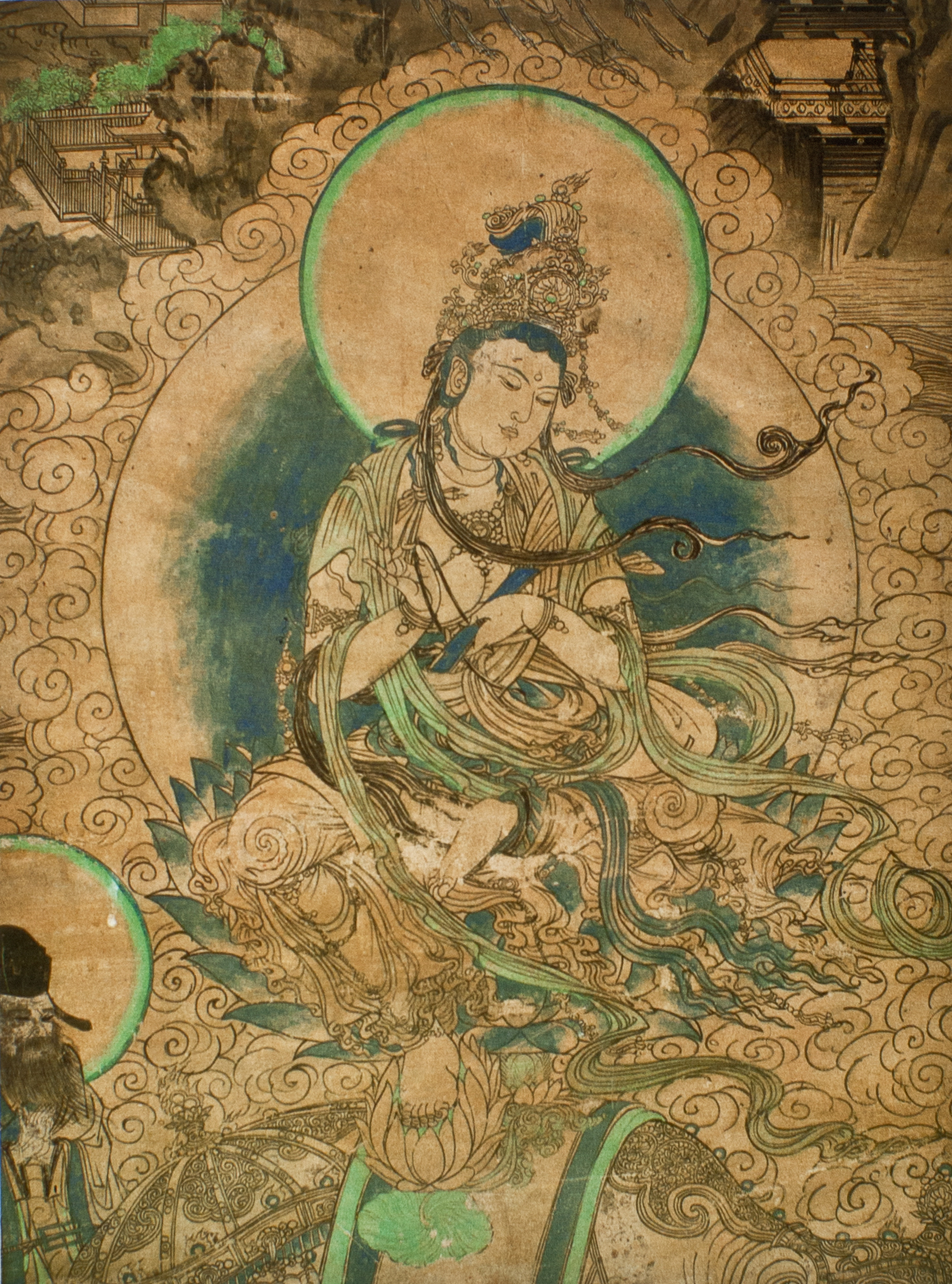
榆林窟第3窟普贤菩萨
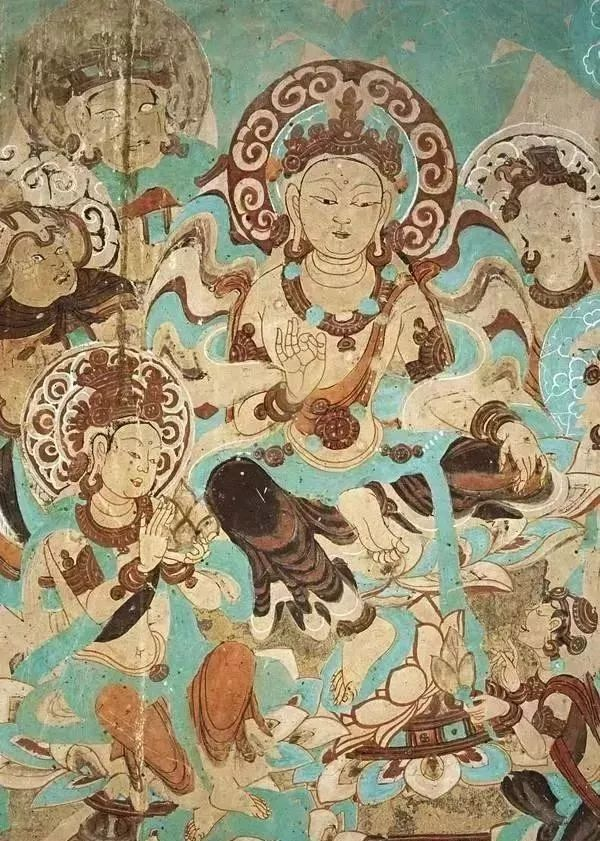
大妙相菩萨，敦煌莫高窟第14窟
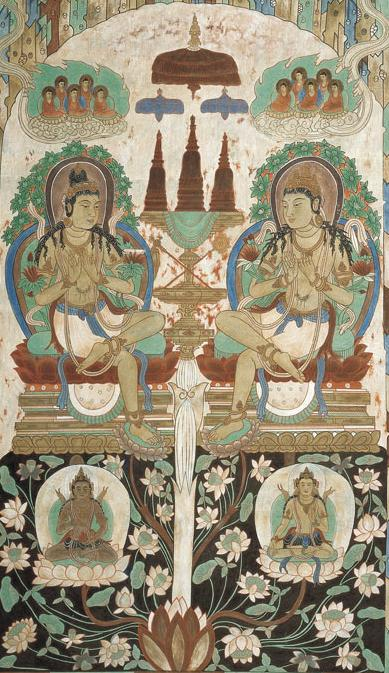
文殊弥勒对坐图，榆林窟第4窟

### 故事畫
北朝時期是中國混亂的時代，當時的壁畫盛行本生、本緣的佛教故事畫，不少作畫題材亦有受到西夏、印度，當地故事，如捨生成仁，突出思想、仁義的觀點，以肉身換取弱小的鴿子，分衣馬給窮困的人。唐朝時僧人善導提倡淨土宗盛行，以觀音、阿彌陀佛、大勢至菩薩為中心，因磚紅色和綠色的藕葉，細緻的衣服，佛光的照耀，顯示宗教的莊嚴。
故事畫是指在北魏晚期的洞窟裏具有道家思想神話題材的壁畫。西魏時期249窟頂部，除中心畫蓮花藻井外，東西兩面畫阿修羅與摩尼珠，南北兩面畫東王公、西王母駕龍車、鳳車出行。
彩塑的部分，是用木骨泥塑，並在上面施以彩繪，可以巧妙的和壁面融合，大部分的塑造都與人差不多高，有些較小的作品放在神龕內，供人祭拜。

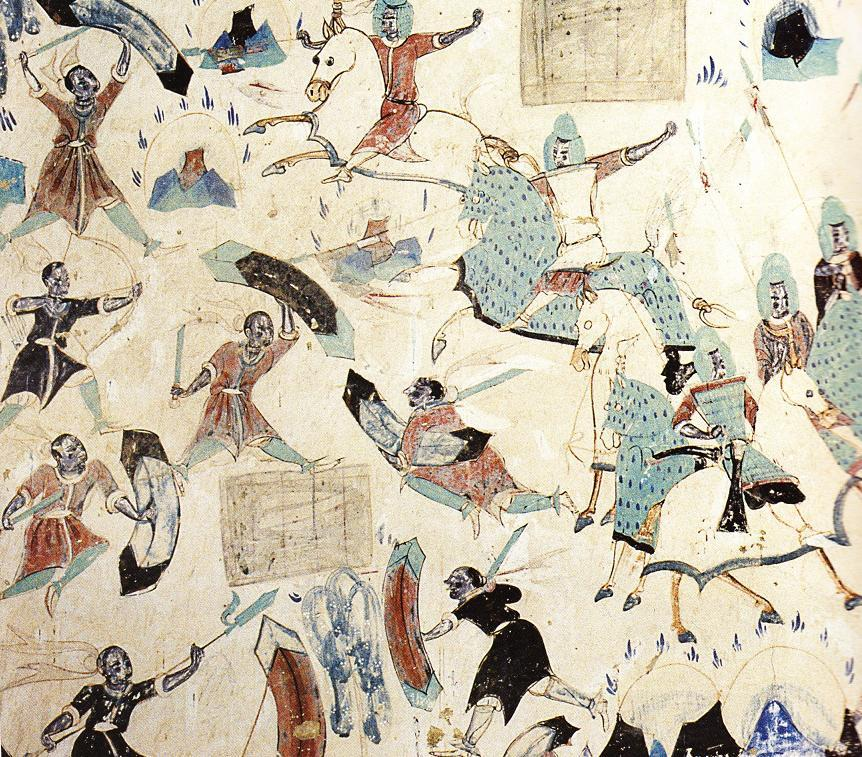
五百强盗成佛图，莫高窟第285窟
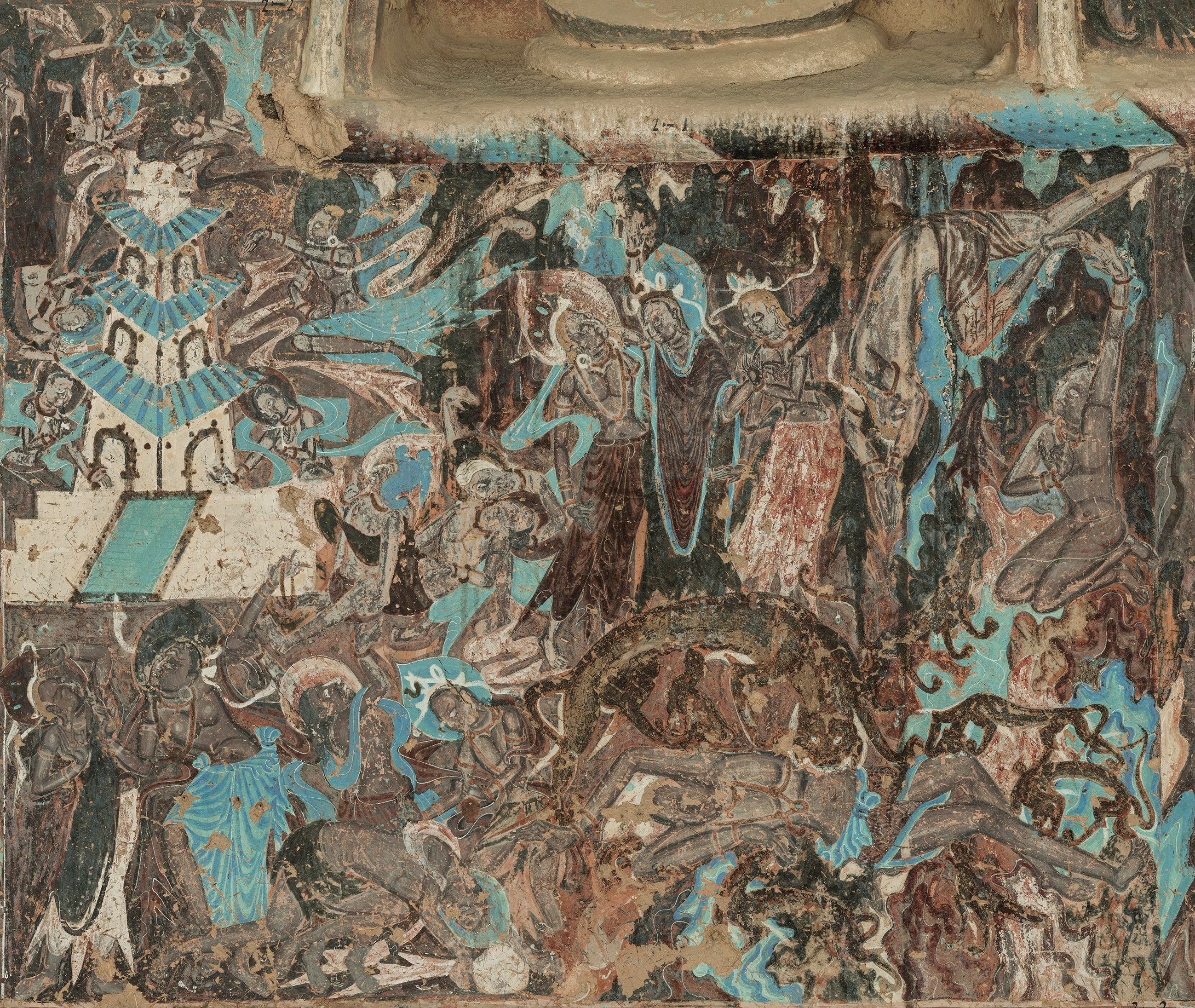
舍身饲虎图，莫高窟第254窟
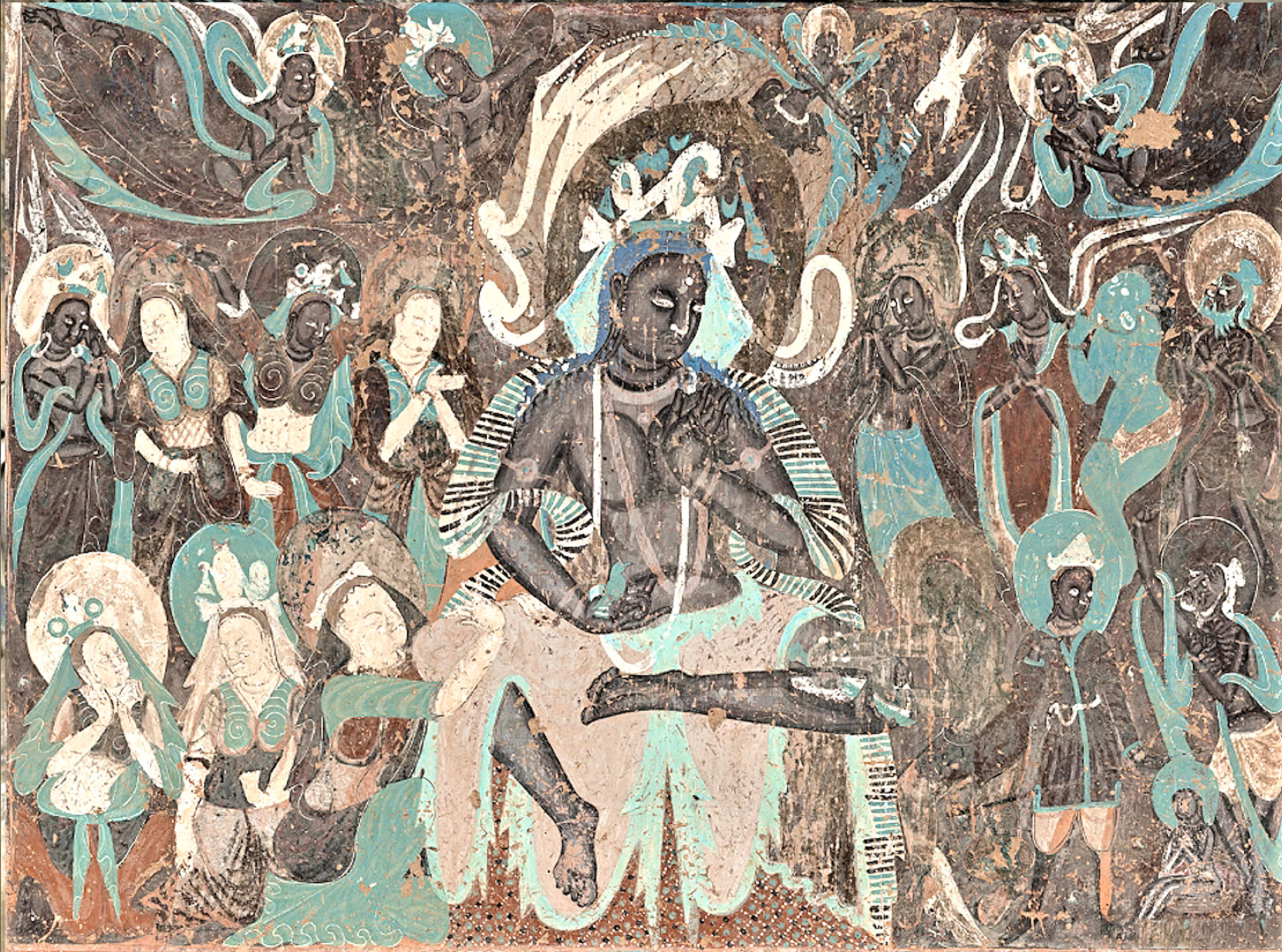
尸毗王割肉贸鸽，莫高窟第254窟
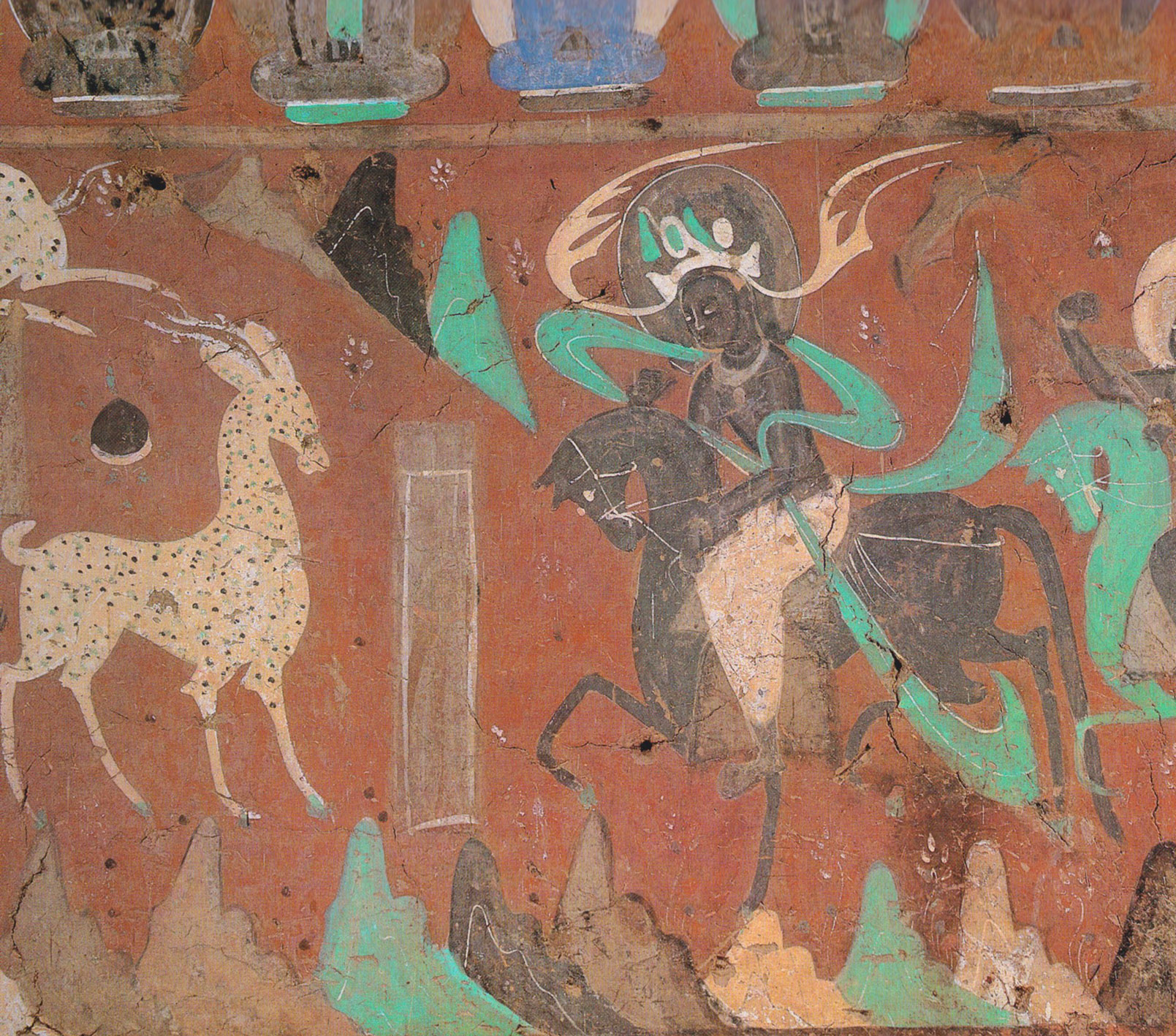
九色鹿，莫高窟第257窟
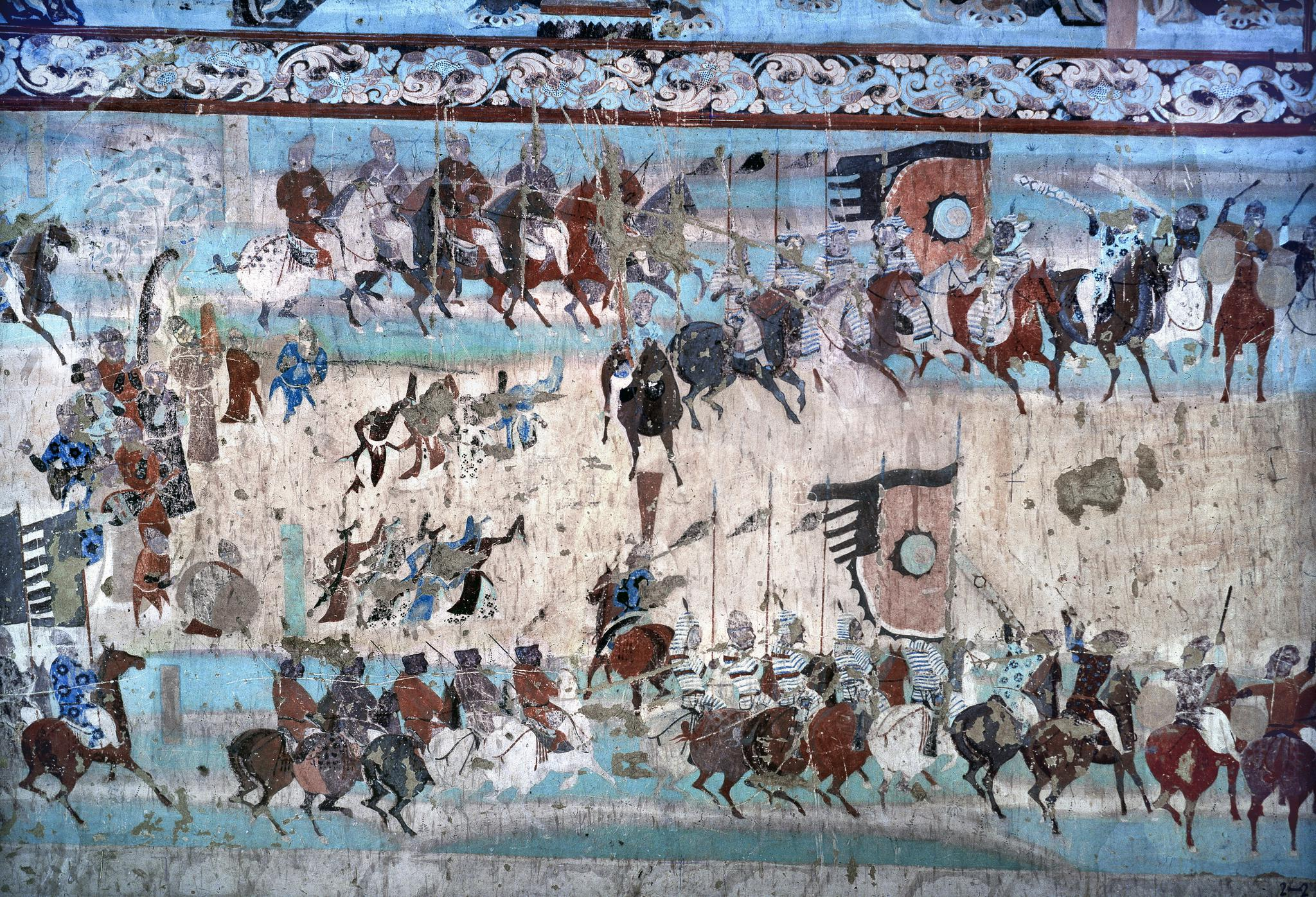
张议潮统军出行图，莫高窟第156窟

### 經變畫
經變畫則利用繪畫文學等藝術形式，通俗地表現深奧的佛教經典稱之為"經變"。用繪畫手法稱為“經變畫”；用文字講唱手法表現則叫作“變文”。

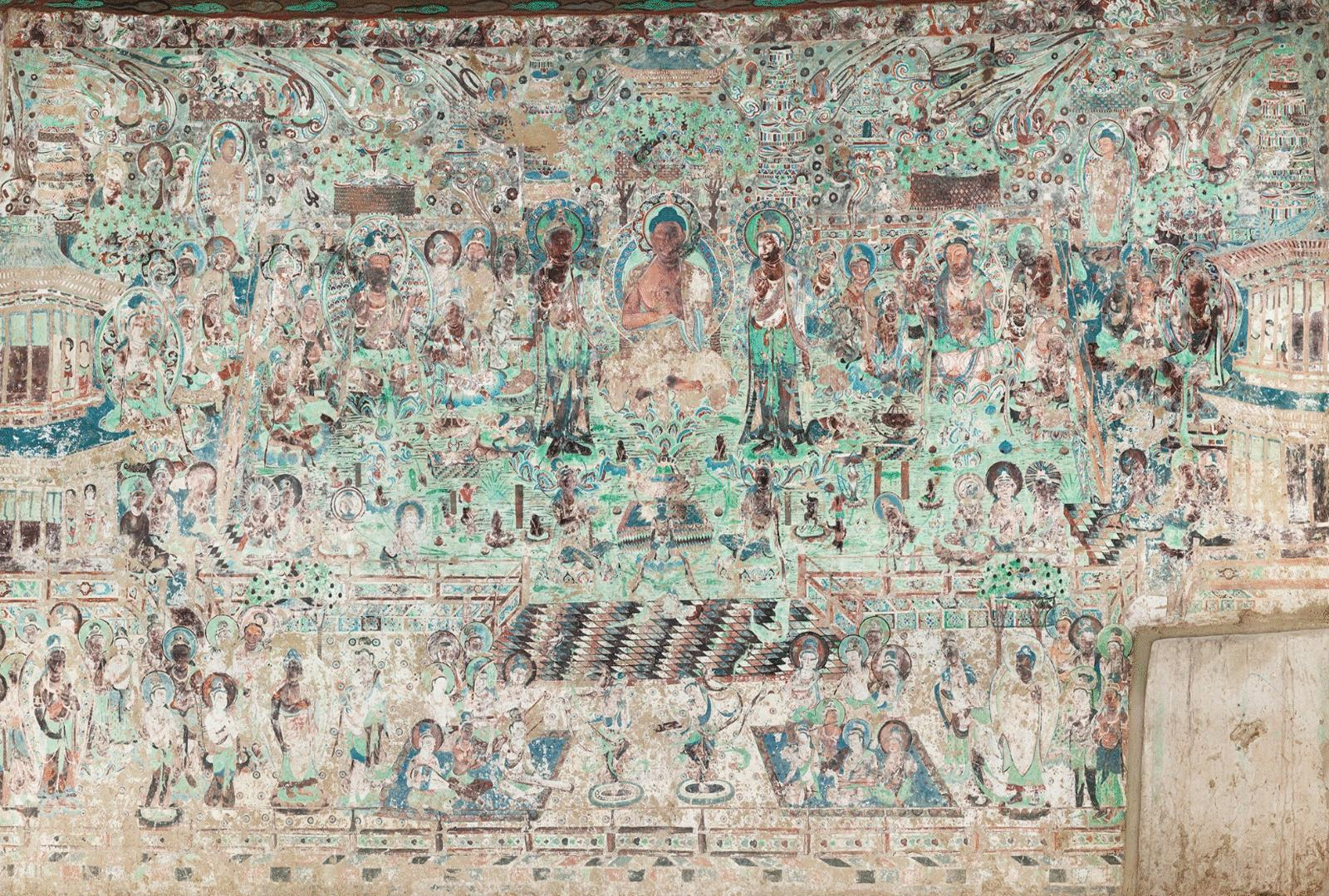
西方净土变（英语：Western Paradise Illustration），莫高窟第220窟
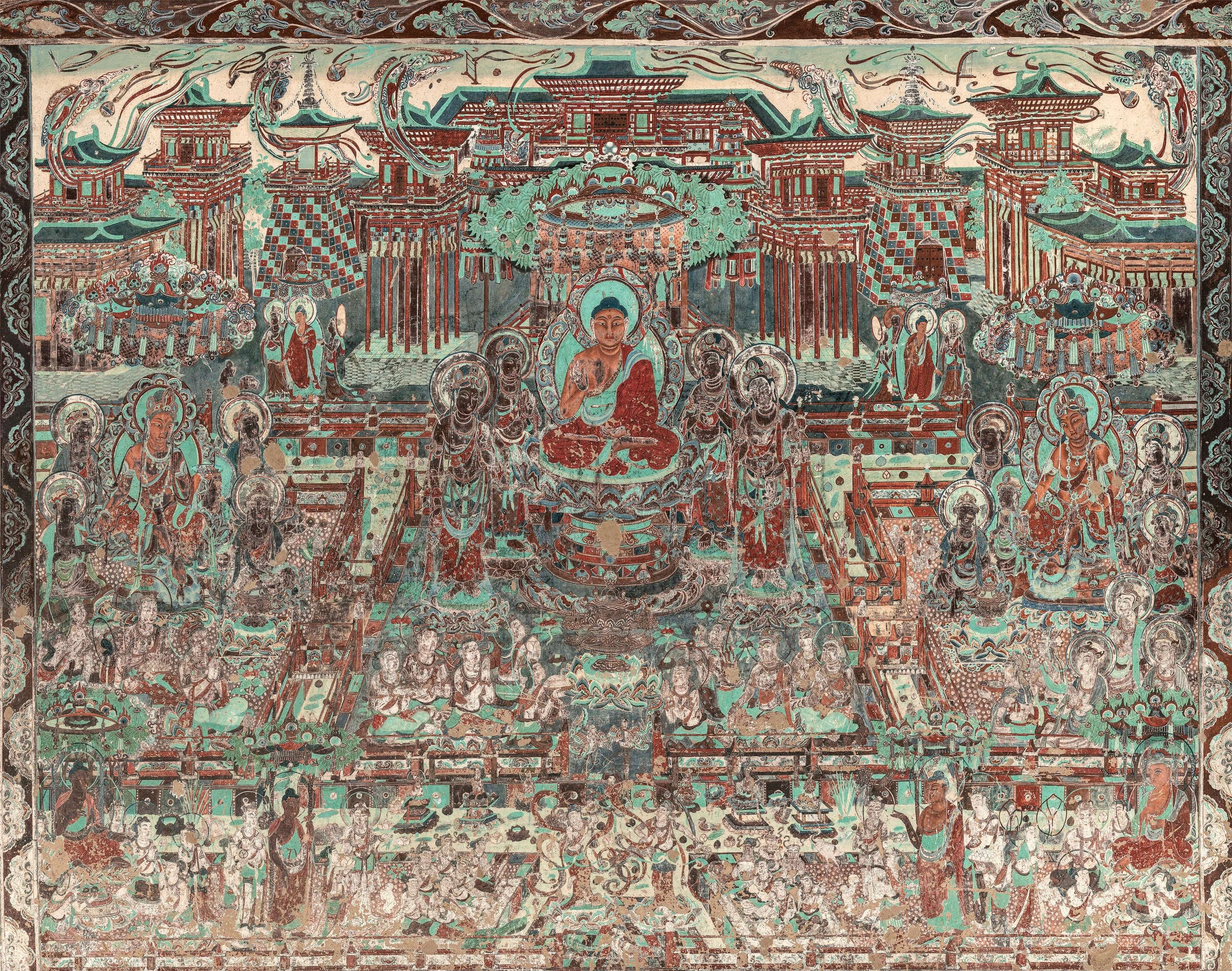
西方净土变，莫高窟第217窟
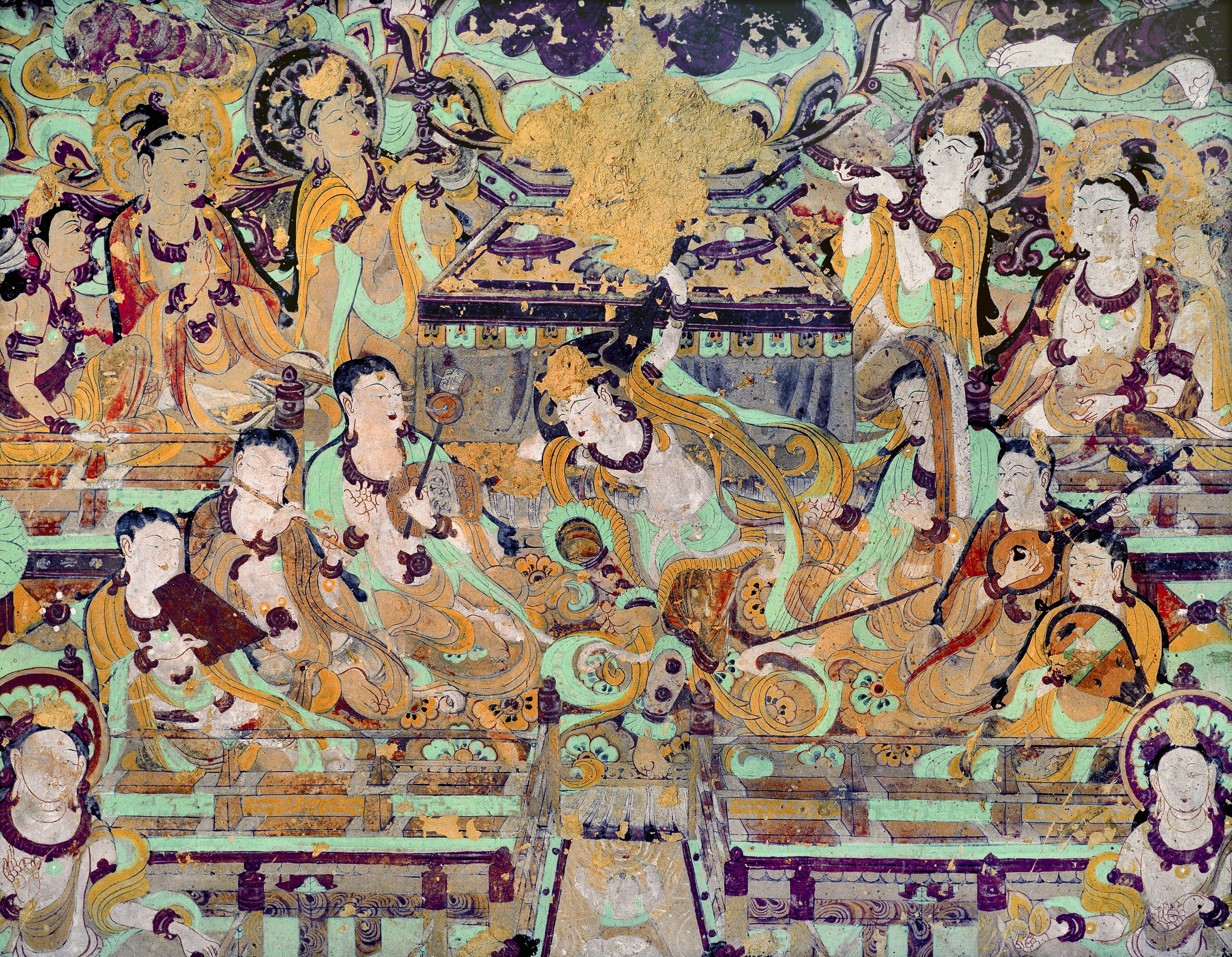
反弹琵琶（观无量寿经变局部），莫高窟第112窟
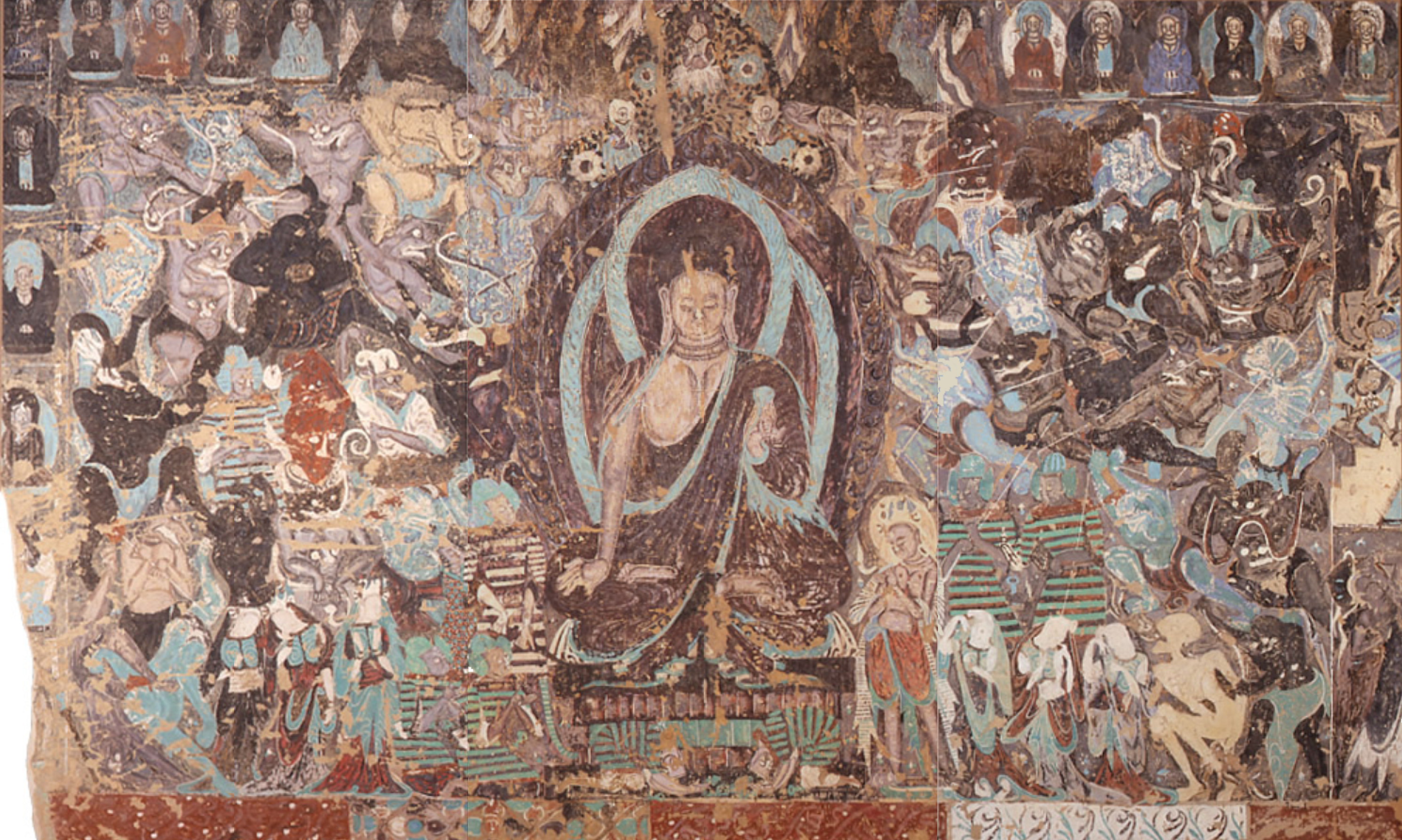
降魔变，莫高窟第254窟

### 狩獵圖
在莫高窟第249窟頂部有西魏時的狩獵圖。畫中一個獵人騎著馬，回身拉弓對準向他追來的猛獸；另一個獵人則持槍追逐前面的動物。從戰國以來，博山爐、畫像石、畫像磚等都常見狩獵圖，敦煌壁畫亦沿用這種圖像，不在乎狩獵其實是一種殺生。

### 人像
供養人畫像描繪的是信仰佛教出資建造石窟的人。他們為了表示虔誠信佛，留名後世，都在在窟內畫上自己和家族、親眷和奴婢等人的肖像。

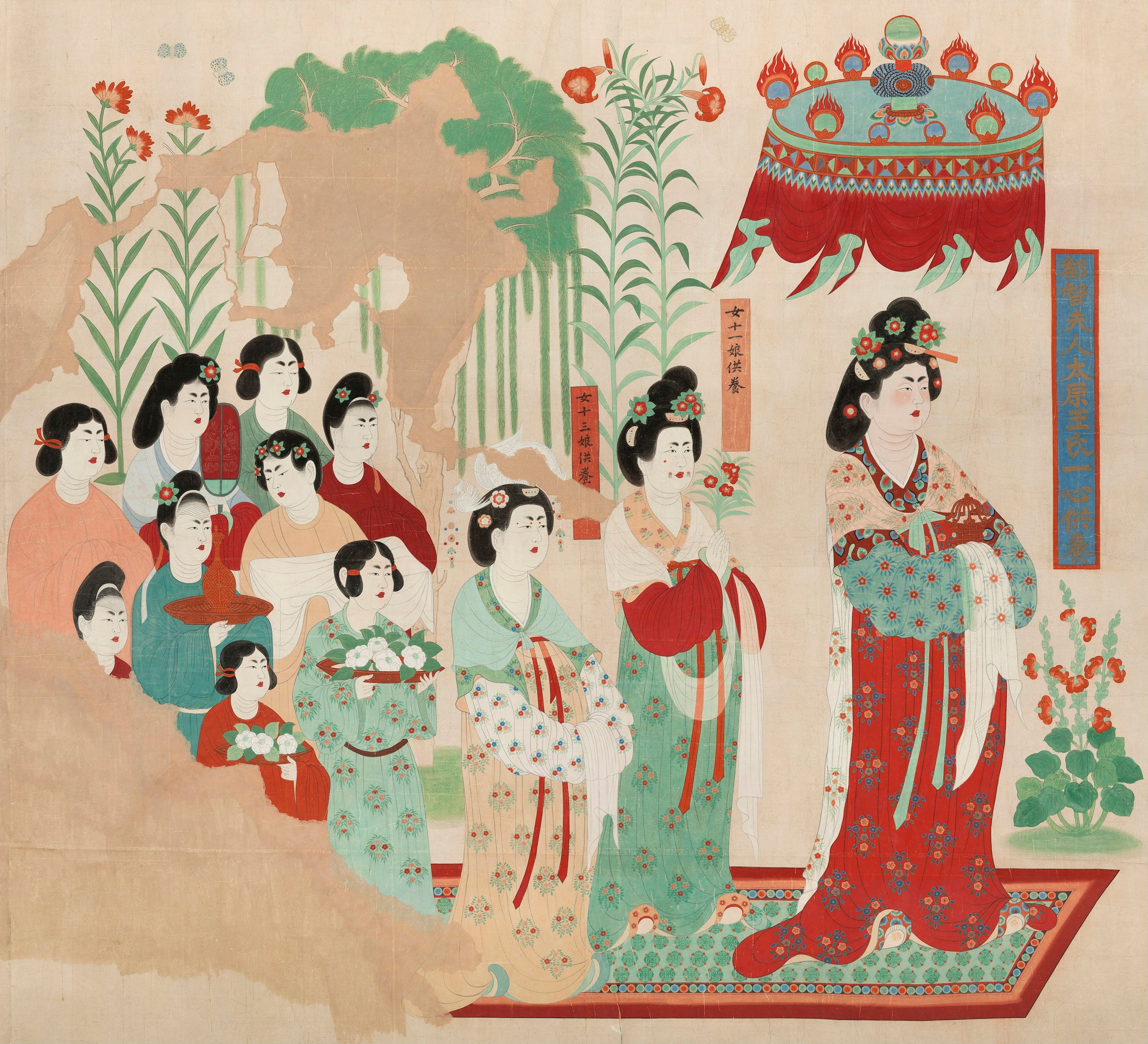
都督夫人礼佛图，莫高窟第130窟
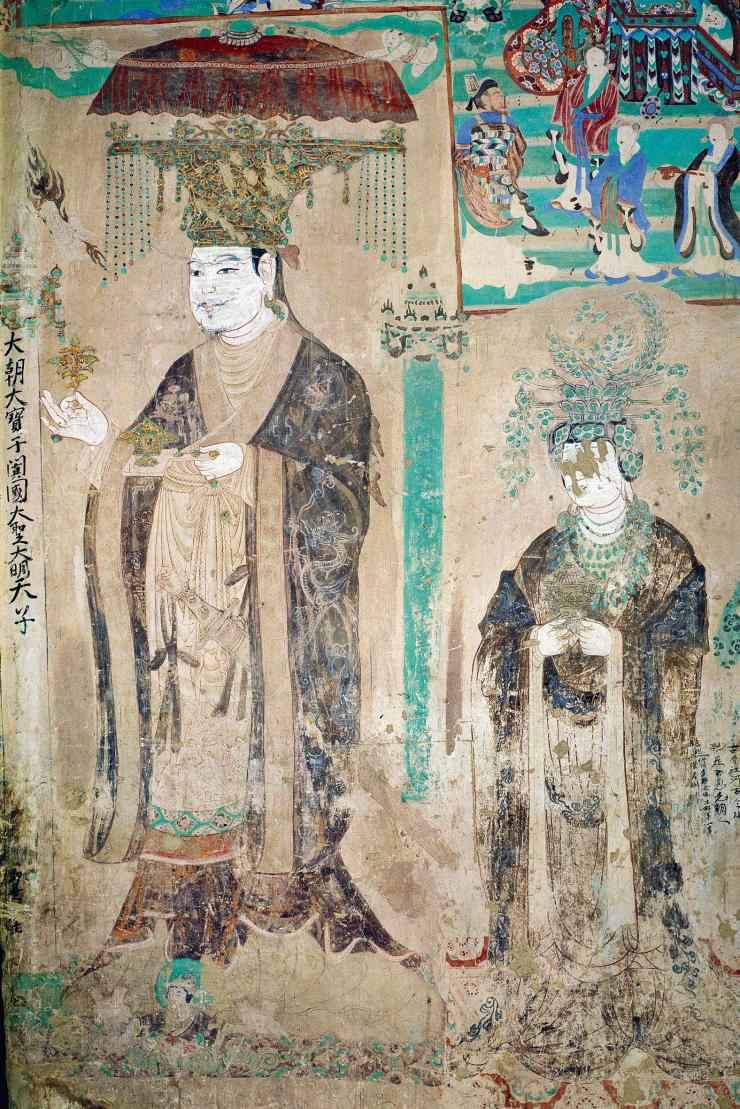
于阗国王李圣天肖像，莫高窟第98窟
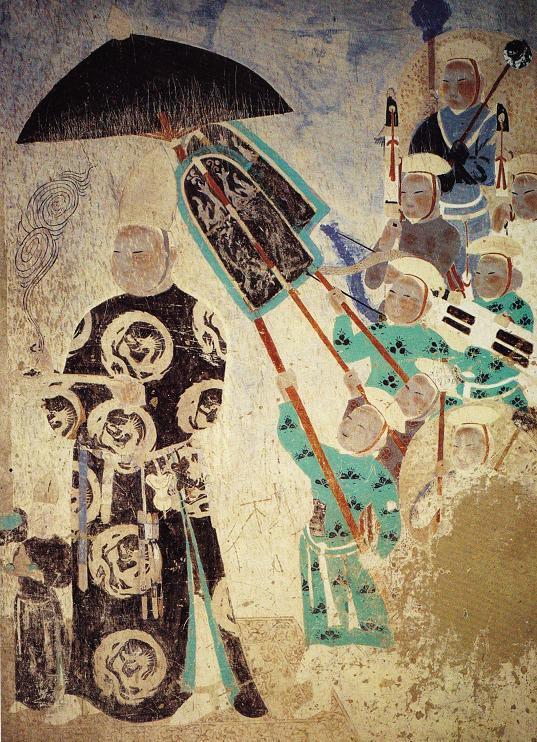
西夏回鹘国王供养像，莫高窟第409窟
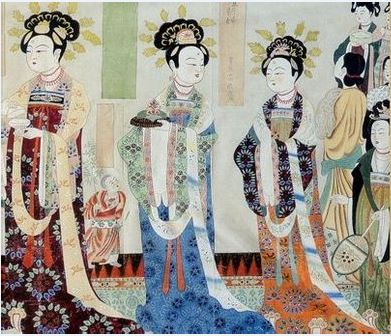
莫高窟第9窟中的晚唐贵妇形象
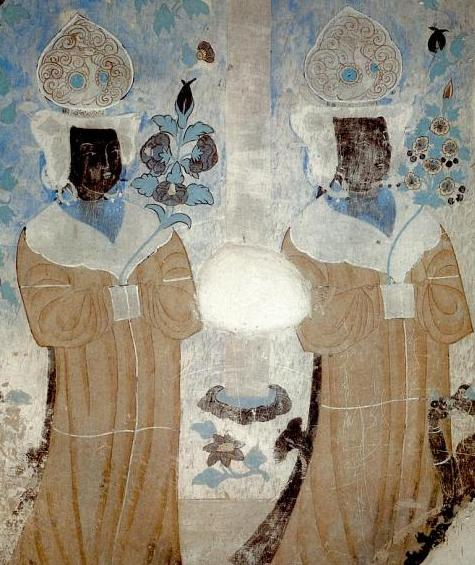
回鹘公主画像，莫高窟第409窟